# AFI's 100 Years... 100 Movies
L'AFI's 100 Years... 100 Movies è la prima delle liste delle AFI 100 Years... series, stilate annualmente dall'American Film Institute dal 1998, centesimo anniversario del primo film statunitense.
La lista comprende i cento migliori film statunitensi di sempre, determinati da un sondaggio indetto tra più di 1.500 personalità dell'industria cinematografica (dirigenti delle case di produzione, registi, sceneggiatori, tecnici, attori, critici).
Sono stati presi in considerazione 400 lungometraggi a soggetto prodotti fra il 1915 (Nascita di una nazione) ed il 1996 (Fargo).
A distanza di dieci anni dalla lista originaria, nel 2007 ne è stata proposta una aggiornata, per tener conto dei film distribuiti dal 1997 al 2006 e dell'evoluzione della considerazione critica dei film precedentemente inclusi.

## Criteri
Per poter essere selezionati i film dovevano rispettare i seguenti criteri:
- formato di lungometraggio: avere una durata di almeno 40 minuti (60 minuti, per la lista aggiornata del 2007)
- nazionalità: essere in lingua inglese e avere un significativo apporto creativo o finanziario dagli Stati Uniti
- riconoscimento critico: avere ottenuto un formale riconoscimento da parte della critica
- premi: aver ottenuto riconoscimenti in eventi competitivi, festival e premi assegnati dalla comunità cinematografica
- popolarità nel tempo: aver avuto grande diffusione nelle sale cinematografiche, in home video e trasmissione sulle reti televisive
- importanza storica: aver rappresentato un momento significativo della storia del cinema, per innovazioni tecniche, narrative, visive, o altri particolari meriti
- impatto culturale: aver lasciato il segno nella società statunitense

## La lista
La lista del 1998
1. Quarto potere, regia di Orson Welles (1941)
2. Casablanca, regia di Michael Curtiz (1942)
3. Il padrino (The Godfather), regia di Francis Ford Coppola (1972)
4. Via col vento (Gone with the Wind), regia di Victor Fleming (1939)
5. Lawrence d'Arabia (Lawrence of Arabia), regia di David Lean (1962)
6. Il mago di Oz (The Wizard of Oz), regia di Victor Fleming (1939)
7. Il laureato (The Graduate), regia di Mike Nichols (1967)
8. Fronte del porto (On the Waterfront), regia di Elia Kazan (1954)
9. Schindler's List - La lista di Schindler, regia di Steven Spielberg (1993)
10. Cantando sotto la pioggia (Singin' in the Rain), regia di Stanley Donen e Gene Kelly (1952)
11. La vita è meravigliosa (It's a Wonderful Life), regia di Frank Capra (1946)
12. Viale del tramonto (Sunset Boulevard), regia di Billy Wilder (1950)
13. Il ponte sul fiume Kwai (The Bridge on the River Kwai), regia di David Lean (1957)
14. A qualcuno piace caldo (Some Like It Hot), regia di Billy Wilder (1959)
15. Guerre stellari (Star Wars), regia di George Lucas (1977)
16. Eva contro Eva (All About Eve), regia di Joseph L. Mankiewicz (1950)
17. La regina d'Africa (The African Queen), regia di John Huston (1951)
18. Psyco (Psycho), regia di Alfred Hitchcock (1960)
19. Chinatown, regia di Roman Polański (1974)
20. Qualcuno volò sul nido del cuculo (One Flew Over the Cuckoo's Nest), regia di Miloš Forman (1975)
21. Furore (The Grapes of Wrath), regia di John Ford (1940)
22. 2001: Odissea nello spazio (2001: A Space Odyssey), regia di Stanley Kubrick (1968)
23. Il mistero del falco (The Maltese Falcon), regia di John Huston (1941)
24. Toro scatenato (Raging Bull), regia di Martin Scorsese (1980)
25. E.T. l'extra-terrestre (E.T. the Extra-Terrestrial), regia di Steven Spielberg (1982)
26. Il dottor Stranamore - Ovvero: come ho imparato a non preoccuparmi e ad amare la bomba (Dr. Strangelove or: How I Learned to Stop Worrying and Love the Bomb), regia di Stanley Kubrick (1964)
27. Gangster Story (Bonnie and Clyde), regia di Arthur Penn (1967)
28. Apocalypse Now, regia di Francis Ford Coppola (1979)
29. Mr. Smith va a Washington (Mr. Smith Goes to Washington), regia di Frank Capra (1939)
30. Il tesoro della Sierra Madre (The Treasure of the Sierra Madre), regia di John Huston (1948)
31. Io e Annie (Annie Hall), regia di Woody Allen (1977)
32. Il padrino - Parte II (The Godfather: Part II), regia di Francis Ford Coppola (1974)
33. Mezzogiorno di fuoco (High Noon), regia di Fred Zinnemann (1952)
34. Il buio oltre la siepe (To Kill a Mockingbird), regia di Robert Mulligan (1962)
35. Accadde una notte (It Happened One Night), regia di Frank Capra (1934)
36. Un uomo da marciapiede (Midnight Cowboy), regia di John Schlesinger (1969)
37. I migliori anni della nostra vita (The Best Years of Our Lives), regia di William Wyler (1946)
38. La fiamma del peccato (Double Indemnity), regia di Billy Wilder (1944)
39. Il dottor Živago (Doctor Zhivago), regia di David Lean (1965)
40. Intrigo internazionale (North by Northwest), regia di Alfred Hitchcock (1959)
41. West Side Story, regia di Jerome Robbins e Robert Wise (1961)
42. La finestra sul cortile (Rear Window), regia di Alfred Hitchcock (1954)
43. King Kong, regia di Merian C. Cooper (1933)
44. Nascita di una nazione (The Birth of a Nation), regia di David Wark Griffith (1915)
45. Un tram che si chiama Desiderio (A Streetcar Named Desire), regia di Elia Kazan (1951)
46. Arancia meccanica (A Clockwork Orange), regia di Stanley Kubrick (1971)
47. Taxi Driver, regia di Martin Scorsese (1976)
48. Lo squalo (Jaws), regia di Steven Spielberg (1975)
49. Biancaneve e i sette nani (Snow White and the Seven Dwarfs), regia di David Hand (1937)
50. Butch Cassidy (Butch Cassidy and the Sundance Kid), regia di George Roy Hill (1969)
51. Scandalo a Filadelfia (The Philadelphia Story), regia di George Cukor (1940)
52. Da qui all'eternità (From Here to Eternity), regia di Fred Zinnemann (1953)
53. Amadeus, regia di Miloš Forman (1984)
54. All'ovest niente di nuovo (All Quiet on the Western Front), regia di Lewis Milestone (1930)
55. Tutti insieme appassionatamente (The Sound of Music), regia di Robert Wise (1965)
56. M*A*S*H, regia di Robert Altman (1970)
57. Il terzo uomo (The Third Man), regia di Carol Reed (1949)
58. Fantasia, regia di James Algar, Samuel Armstrong, Ford Beebe, Norman Ferguson, David Hand, Jim Handley, T. Hee, Wilfred Jackson, Hamilton Luske, Bill Roberts, Paul Satterfield e Ben Sharpsteen (1940)
59. Gioventù bruciata (Rebel Without a Cause), regia di Nicholas Ray (1955)
60. I predatori dell'arca perduta (Raiders of the Lost Ark), regia di Steven Spielberg (1981)
61. La donna che visse due volte (Vertigo), regia di Alfred Hitchcock (1958)
62. Tootsie, regia di Sydney Pollack (1982)
63. Ombre rosse (Stagecoach), regia di John Ford (1939)
64. Incontri ravvicinati del terzo tipo (Close Encounters of the Third Kind), regia di Steven Spielberg (1977)
65. Il silenzio degli innocenti (Silence of the Lambs), regia di Jonathan Demme (1991)
66. Quinto potere (Network), regia di Sidney Lumet (1976)
67. Va' e uccidi (The Manchurian Candidate), regia di John Frankenheimer (1962)
68. Un americano a Parigi (An American in Paris), regia di Vincente Minnelli (1951)
69. Il cavaliere della valle solitaria (Shane), regia di George Stevens (1953)
70. Il braccio violento della legge (The French Connection), regia di William Friedkin (1971)
71. Forrest Gump, regia di Robert Zemeckis (1994)
72. Ben-Hur, regia di William Wyler (1959)
73. La voce nella tempesta (Wuthering Heights), regia di William Wyler (1939)
74. La febbre dell'oro (The Gold Rush), regia di Charlie Chaplin (1925)
75. Balla coi lupi (Dances with wolves), regia di Kevin Costner (1990)
76. Luci della città (City Lights), regia di Charlie Chaplin (1931)
77. American Graffiti, regia di George Lucas (1973)
78. Rocky, regia di John G. Avildsen (1976)
79. Il cacciatore (The Deer Hunter), regia di Michael Cimino (1978)
80. Il mucchio selvaggio (The wild bunch), regia di Sam Peckinpah (1969)
81. Tempi moderni (Modern Times), regia di Charlie Chaplin (1936)
82. Il gigante (Giant), regia di George Stevens (1956)
83. Platoon, regia di Oliver Stone (1986)
84. Fargo, regia di Joel Coen, Ethan Coen (1996)
85. La guerra lampo dei Fratelli Marx (Duck soup), regia di Leo McCarey (1933)
86. La tragedia del Bounty (Mutiny on the Bounty), regia di Frank Lloyd (1935)
87. Frankenstein, regia di James Whale (1931)
88. Easy Rider - Libertà e paura, regia di Dennis Hopper (1969)
89. Patton, generale d'acciaio (Patton), regia di Franklin J. Schaffner (1970)
90. Il cantante di jazz (The Jazz Singer), regia di Alan Crosland (1927)
91. My Fair Lady, regia di George Cukor (1964)
92. Un posto al sole (A Place in the Sun), regia di George Stevens (1951)
93. L'appartamento (The apartment), regia di Billy Wilder (1960)
94. Quei bravi ragazzi (Goodfellas), regia di Martin Scorsese (1990)
95. Pulp Fiction, regia di Quentin Tarantino (1994)
96. Sentieri selvaggi (The Searchers), regia di John Ford (1956)
97. Susanna! (Bringing up Baby), regia di Howard Hawks (1938)
98. Gli spietati (Unforgiven), regia di Clint Eastwood (1992)
99. Indovina chi viene a cena? (Guess Who's Coming to Dinner), regia di Stanley Kramer (1967)
100. Ribalta di gloria (Yankee Doodle Dandy), regia di Michael Curtiz (1942)

La lista del 2007 - Decimo anniversario
1. Quarto potere (Citizen Kane), regia di Orson Welles (1941) ()
2. Il padrino (The Godfather), regia di Francis Ford Coppola (1972) ( 1)
3. Casablanca, regia di Michael Curtiz (1942) ( 1)
4. Toro scatenato (Raging Bull), regia di Martin Scorsese (1980) ( 20)
5. Cantando sotto la pioggia (Singin' in the Rain), regia di Stanley Donen e Gene Kelly (1952) ( 5)
6. Via col vento (Gone with the Wind), regia di Victor Fleming (1939) ( 2)
7. Lawrence d'Arabia (Lawrence of Arabia), regia di David Lean (1962) ( 2)
8. Schindler's List - La lista di Schindler, regia di Steven Spielberg (1993) ( 1)
9. La donna che visse due volte (Vertigo), regia di Alfred Hitchcock (1958) ( 52)
10. Il mago di Oz (The Wizard of Oz), regia di Victor Fleming (1939) ( 4)
11. Luci della città (City Lights), regia di Charlie Chaplin (1931) ( 65)
12. Sentieri selvaggi (The Searchers), regia di John Ford (1956) ( 84)
13. Guerre stellari (Star Wars), regia di George Lucas (1977) ( 2)
14. Psyco (Psycho), regia di Alfred Hitchcock (1960) ( 4)
15. 2001: Odissea nello spazio (2001: A Space Odyssey), regia di Stanley Kubrick (1968) ( 7)
16. Viale del tramonto (Sunset Boulevard), regia di Billy Wilder (1950) ( 4)
17. Il laureato (The Graduate), regia di Mike Nichols (1967) ( 10)
18. Come vinsi la guerra (The General), regia di Buster Keaton e Clyde Bruckman (1926) ()
19. Fronte del porto (On the Waterfront), regia di Elia Kazan (1954) ( 11)
20. La vita è meravigliosa (It's a Wonderful Life), regia di Frank Capra (1946) ( 9)
21. Chinatown, regia di Roman Polański (1974) ( 2)
22. A qualcuno piace caldo (Some Like It Hot), regia di Billy Wilder (1959) ( 8)
23. Furore (The Grapes of Wrath), regia di John Ford (1940) ( 2)
24. E.T. l'extra-terrestre (E.T. the Extra-Terrestrial), regia di Steven Spielberg (1982) ( 1)
25. Il buio oltre la siepe (To Kill a Mockingbird), regia di Robert Mulligan (1962) ( 9)
26. Mr. Smith va a Washington (Mr. Smith Goes to Washington), regia di Frank Capra (1939) ( 3)
27. Mezzogiorno di fuoco (High Noon), regia di Fred Zinnemann (1952) ( 6)
28. Eva contro Eva (All About Eve), regia di Joseph L. Mankiewicz (1950) ( 12)
29. La fiamma del peccato (Double Indemnity), regia di Billy Wilder (1944) ( 9)
30. Apocalypse Now, regia di Francis Ford Coppola (1979) ( 2)
31. Il mistero del falco (The Maltese Falcon), regia di John Huston (1941) ( 8)
32. Il padrino - Parte II (The Godfather: Part II), regia di Francis Ford Coppola (1974) ()
33. Qualcuno volò sul nido del cuculo (One Flew Over the Cuckoo's Nest), regia di Miloš Forman (1975) ( 13)
34. Biancaneve e i sette nani (Snow White and the Seven Dwarfs), regia di David Hand (1937) ( 15)
35. Io e Annie (Annie Hall), regia di Woody Allen (1977) ( 4)
36. Il ponte sul fiume Kwai (The Bridge on the River Kwai), regia di David Lean (1957) ( 23)
37. I migliori anni della nostra vita (The Best Years of Our Lives), regia di William Wyler (1946) ()
38. Il tesoro della Sierra Madre (The Treasure of the Sierra Madre), regia di John Huston (1948) ( 8)
39. Il dottor Stranamore - Ovvero: come ho imparato a non preoccuparmi e ad amare la bomba (Dr. Strangelove or: How I Learned to Stop Worrying and Love the Bomb), regia di Stanley Kubrick (1964) ( 13)
40. Tutti insieme appassionatamente (The Sound of Music), regia di Robert Wise (1965) ( 15)
41. King Kong, regia di Merian C. Cooper (1933) ( 2)
42. Gangster Story (Bonnie and Clyde), regia di Arthur Penn (1967) ( 15)
43. Un uomo da marciapiede (Midnight Cowboy), regia di John Schlesinger (1969) ( 7)
44. Scandalo a Filadelfia (The Philadelphia Story), regia di George Cukor (1940) ( 7)
45. Il cavaliere della valle solitaria (Shane), regia di George Stevens (1953) ( 24)
46. Accadde una notte (It Happened One Night), regia di Frank Capra (1934) ( 11)
47. Un tram che si chiama Desiderio (A Streetcar Named Desire), regia di Elia Kazan (1951) ( 2)
48. La finestra sul cortile (Rear Window), regia di Alfred Hitchcock (1954) ( 6)
49. Intolerance, regia di David Wark Griffith (1916) ()
50. Il Signore degli Anelli - La Compagnia dell'Anello (The Lord of the Rings: The Fellowship of the Ring), regia di Peter Jackson (2001) ()
51. West Side Story, regia di Jerome Robbins e Robert Wise (1961) ( 10)
52. Taxi Driver, regia di Martin Scorsese (1976) ( 5)
53. Il cacciatore (The Deer Hunter), regia di Michael Cimino (1978) ( 26)
54. M*A*S*H, regia di Robert Altman (1970) ( 2)
55. Intrigo internazionale (North by Northwest), regia di Alfred Hitchcock (1959) ( 15)
56. Lo squalo (Jaws), regia di Steven Spielberg (1975) ( 8)
57. Rocky, regia di John G. Avildsen (1976) ( 21)
58. La febbre dell'oro (The Gold Rush), regia di Charlie Chaplin (1925) ( 16)
59. Nashville, regia di Robert Altman (1975) ()
60. La guerra lampo dei Fratelli Marx (Duck Soup), regia di Leo McCarey (1933) ( 25)
61. I dimenticati (Sullivan's Travel), regia di Preston Sturges (1941) ()
62. American Graffiti, regia di George Lucas (1973) ( 15)
63. Cabaret, regia di Bob Fosse (1972) ()
64. Quinto potere (Network), regia di Sidney Lumet (1976) ( 2)
65. La regina d'Africa (The African Queen), regia di John Huston (1951) ( 48)
66. I predatori dell'arca perduta (Raiders of the Lost Ark), regia di Steven Spielberg (1981) ( 6)
67. Chi ha paura di Virginia Woolf? (Who's Afraid of Virginia Woolf?), regia di Mike Nichols (1966) ()
68. Gli spietati (Unforgiven), regia di Clint Eastwood (1992) ( 30)
69. Tootsie, regia di Sydney Pollack (1982) ( 7)
70. Arancia meccanica (A Clockwork Orange), regia di Stanley Kubrick (1971) ( 24)
71. Salvate il soldato Ryan (Saving Private Ryan), regia di Steven Spielberg (1998) ()
72. Le ali della libertà (The Shawshank Redemption), regia di Frank Darabont (1994) ()
73. Butch Cassidy (Butch Cassidy and the Sundance Kid), regia di George Roy Hill (1969) ( 23)
74. Il silenzio degli innocenti (Silence of the Lambs), regia di Jonathan Demme (1991) ( 9)
75. La calda notte dell'ispettore Tibbs (In the Heat of the Night), regia di Norman Jewison (1967) ()
76. Forrest Gump, regia di Robert Zemeckis (1994) ( 5)
77. Tutti gli uomini del presidente (All the President's Men), regia di Alan J. Pakula (1976) ()
78. Tempi moderni (Modern Times), regia di Charlie Chaplin (1936) ( 3)
79. Il mucchio selvaggio (The wild bunch), regia di Sam Peckinpah (1969) ( 1)
80. L'appartamento (The Apartment), regia di Billy Wilder (1960) ( 13)
81. Spartacus, regia di Stanley Kubrick (1960) ()
82. Aurora (Sunrise), regia di Friedrich Wilhelm Murnau (1927) ()
83. Titanic, regia di James Cameron (1997) ()
84. Easy Rider - Libertà e paura, regia di Dennis Hopper (1969) ( 4)
85. Una notte all'opera (A Night at the Opera), regia di Sam Wood (1935) ()
86. Platoon, regia di Oliver Stone (1986) ( 3)
87. La parola ai giurati (12 Angry Men), regia di Sidney Lumet (1957) ()
88. Susanna! (Bringing up Baby), regia di Howard Hawks (1938) ( 9)
89. Il sesto senso (The Sixth Sense), regia di M. Night Shyamalan (1999) ()
90. Follie d'inverno (Swing Time), regia di George Stevens (1936) ()
91. La scelta di Sophie (Sophie's Choice), regia di Alan J. Pakula (1982) ()
92. Quei bravi ragazzi (Goodfellas), regia di Martin Scorsese (1990) ( 2)
93. Il braccio violento della legge (The French Connection), regia di William Friedkin (1971) ( 23)
94. Pulp Fiction, regia di Quentin Tarantino (1994) ( 1)
95. L'ultimo spettacolo (The Last Picture Show), regia di Peter Bogdanovich (1971) ()
96. Fa' la cosa giusta (Do the Right Thing), regia di Spike Lee (1989) ()
97. Blade Runner, regia di Ridley Scott (1982) ()
98. Ribalta di gloria (Yankee Doodle Dandy), regia di Michael Curtiz (1942) ( 2)
99. Toy Story - Il mondo dei giocattoli (Toy Story), regia di John Lasseter (1995) ()
100. Ben-Hur, regia di William Wyler (1959) ( 28)

## Caratteristiche della lista del 1998
- Il regista più presente nella lista è Steven Spielberg, con cinque titoli (Lo squalo, Incontri ravvicinati del terzo tipo, E.T. l'extra-terrestre, I predatori dell'arca perduta e Schindler's List - La lista di Schindler). Seguono con quattro titoli Alfred Hitchcock e Billy Wilder, mentre dieci registi, fra cui Stanley Kubrick e Charlie Chaplin, figurano con tre film. In totale, 13 registi hanno diretto 43 dei 100 film presenti nella lista.
- Marlon Brando è l'unico attore protagonista che compare in almeno due dei primi dieci film.
- James Stewart e Robert De Niro figurano come protagonisti in cinque film ciascuno. Robert Duvall addirittura in sei, compreso però un ruolo da caratterista ne Il buio oltre la siepe.
- Come attore caratterista, Ward Bond compare il maggior numero di volte, ben sette: Accadde una notte, Susanna!, Via col vento, Furore, Il mistero del falco, La vita è meravigliosa e Sentieri selvaggi.
- Katharine Hepburn è l'attrice protagonista più presente con quattro film: Susanna!, Scandalo a Filadelfia, La regina d'Africa e Indovina chi viene a cena?. È seguita da Natalie Wood, Diane Keaton e Faye Dunaway, con tre film ciascuna.
- La metà dei film è di genere drammatico. Undici sono commedie, otto film musicali, nove film di guerra, otto western, quattro film di fantascienza, quattro film dell'orrore e due film di animazione. Sono presenti anche quattro film muti.
- I primi dieci film includono film di ogni decennio, dagli anni trenta agli anni novanta, con l'eccezione degli anni ottanta.
- Il primo film nella lista degli anni ottanta è Toro scatenato (1980) di Martin Scorsese, che compare in 24ª posizione.
- Il decennio più rappresentato è quello degli anni cinquanta con 20 titoli, un quinto del totale.
- L'anno più rappresentato è il 1939, con 5 titoli: Via col vento, Il mago di Oz, Ombre rosse, La voce nella tempesta e Mr. Smith va a Washington. Il 1951 ed il 1969 seguono con quattro titoli ciascuno.
- Trentatré film hanno vinto il Premio Oscar come miglior film.
- Il primo film in graduatoria che non abbia vinto un Oscar, Cantando sotto la pioggia, è al decimo posto.